# 稲城大橋

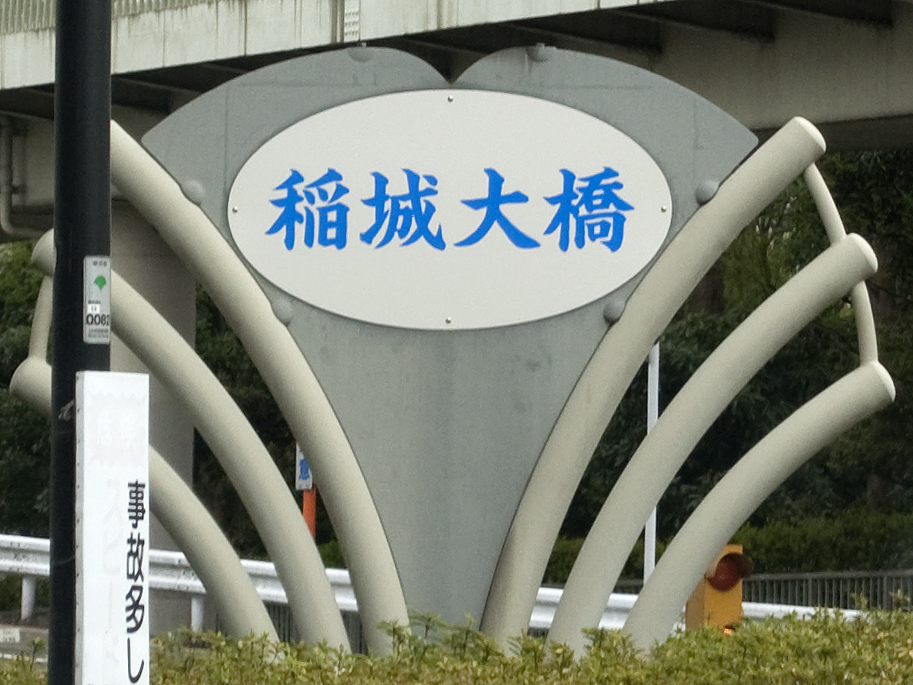
稲城大橋入口の標識（府中側、2010年4月）

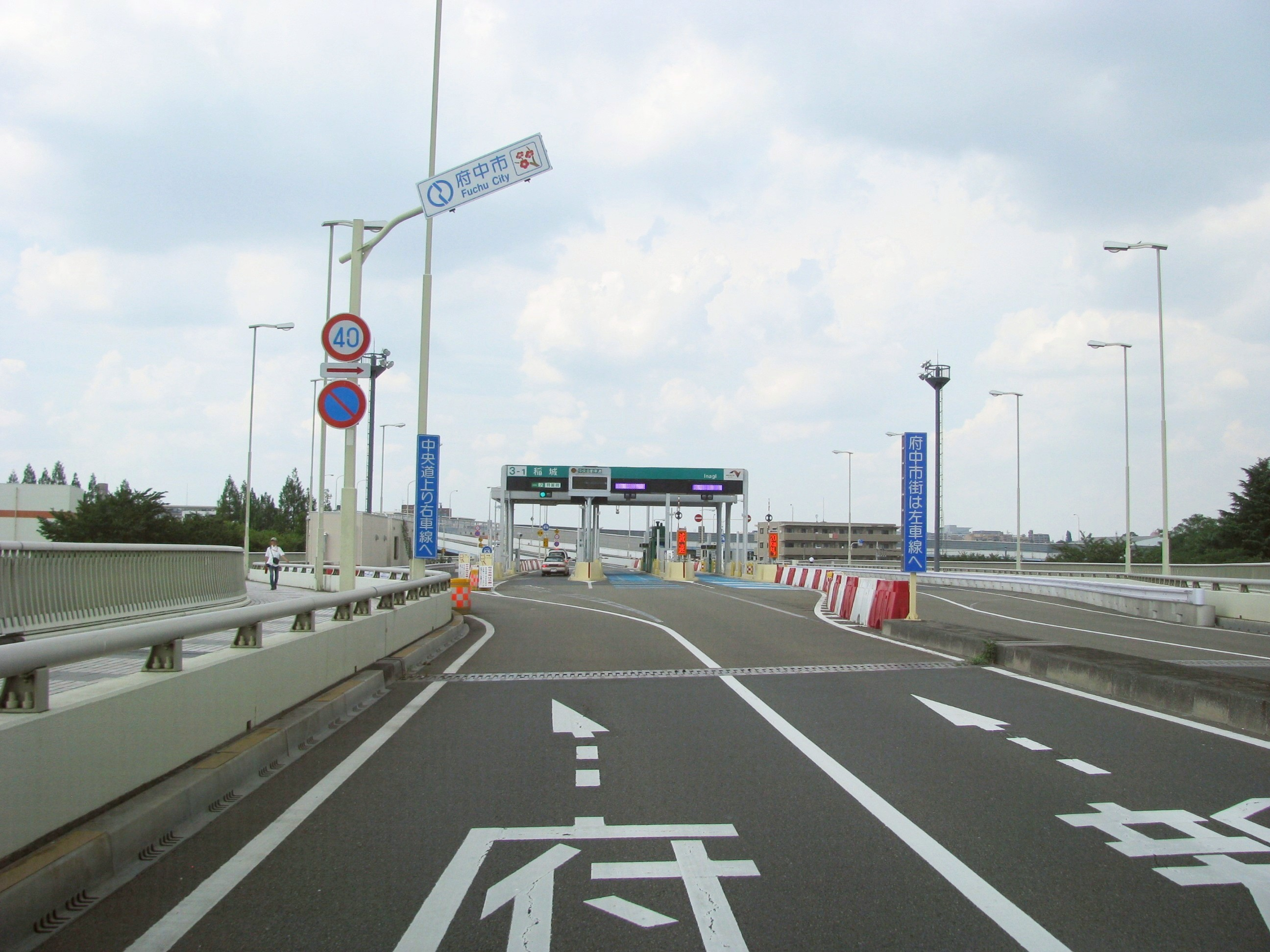
中央自動車道稲城IC入口料金所。かつては稲城大橋有料道路の料金所を兼ねていた。（2011年8月7日）

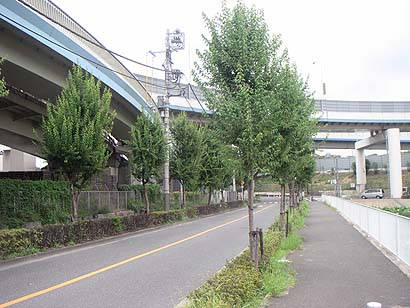
右の土手が中央自動車道本線、右上の2本の曲線が中央道と稲城大橋を繋ぐ連絡路、左は稲城大橋の一般道出入り口。

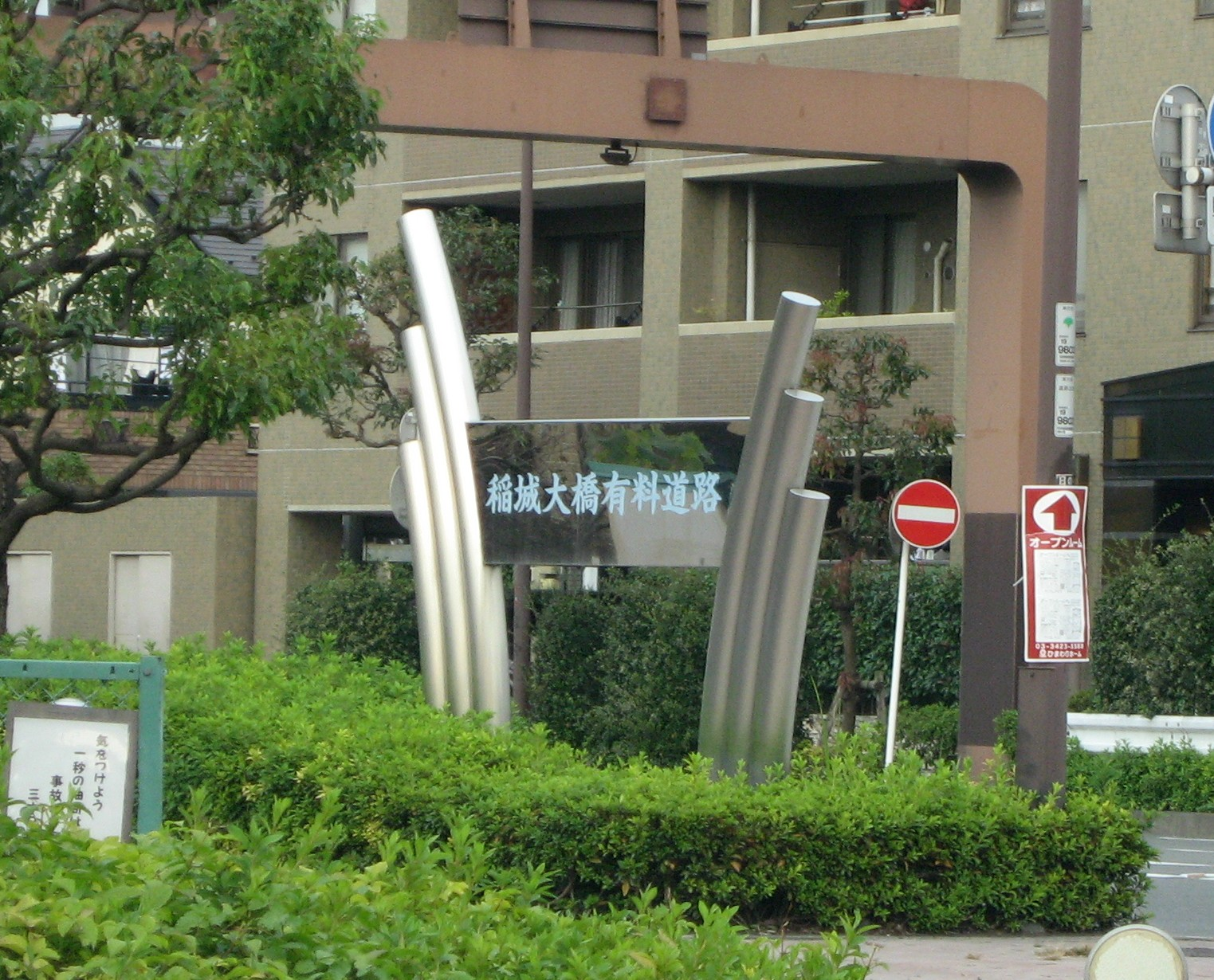
かつての稲城大橋有料道路の標識（稲城市側、2008年11月）

稲城大橋（いなぎおおはし）は、東京都の多摩川にかかる、東京都道9号川崎府中線の道路橋である。かつて、この道路橋を含む東京都府中市の中央自動車道稲城IC付近から、稲城市の東京都道19号町田調布線（鶴川街道）までの区間は稲城大橋有料道路と呼ばれる一般有料道路であったが、2010年（平成22年）4月1日に無料開放された。

## 概要
1995年（平成7年）4月14日供用開始し、東京都道路公社が建設及びその後の管理をしていた。自動車専用道路ではないので、125cc以下のオートバイ（原付一種、原付二種）も通行可能であり、橋上には歩行者や自転車も通行できる歩道が設けられている（車道部分は自転車等軽車両は通行禁止）。
多摩川の北岸で中央自動車道稲城ICと直結している。北行きは稲城ICの新宿方面への入口（ETC専用）に、南行きは新宿方面からの出口に接続しており、特に稲城IC入口へは稲城大橋北行き以外からは進入できない。北岸には一般道へ出入りする道路も設置されているため、稲城ICの出入りだけでなく、多摩川を渡るだけの利用も可能である。
稲城ICは新宿方面に向いたハーフインターチェンジであり、稲城大橋と稲城ICを経由し、稲城市側から中央自動車道八王子方面へ向かうこと、八王子方面から稲城市側へ向かうことはできないが、かねてから稲城市は稲城大橋の中央自動車道八王子方面との接続を政策に掲げていて、2015年3月7日に稲城大橋北岸から西に少し進んだ場所に府中スマートICが供用開始された。
稲城市側は、南詰で側道への出入口を分岐した後、半地下構造で東京都道9号川崎府中線（川崎街道）などをアンダーパスし、橋から南へ約1キロメートルの地点にある稲城大橋下新田交差点で東京都道19号町田調布線と合流する。

## 橋梁
稲城大橋の橋梁本体の長さは351 mであり、橋梁の形式は3径間連続鋼床版箱桁である。

## 歴史
- 1995年4月14日：供用開始。
- 2006年9月29日：東京都議会財政委員会にて、多摩都市モノレール・ひよどり山有料道路と共に「負の遺産」（当初計画と実績が大きく乖離し、事業の見直し・再構築が避けられない懸案）に指定されたことが明らかになった。交通量は計画に対して58%、負債残高は84億円とされる。
- 2008年7月1日 - 7月10日：早期無料化の方針[3]に基づき、無料化した際の周辺道路を含めた交通動向を調査するため、通行料を全車種無料とする社会実験を実施。
- 2010年
  - 3月15日：料金所の撤去工事に伴って通行料金が徴収されなくなり、正式な無料化に先立って実質的に無料化された[4]。
  - 3月31日：稲城大橋有料道路を管理していた東京都道路公社が同日をもって解散。
  - 4月1日：無料開放。

## 通行料金
有料での開通当初、料金所にはETCゲートがなく、有人で料金を徴収していた。支払い方法は現金と回数券のみであった。ただし、中央自動車道（東京方面）へ抜ける場合は、「中央自動車道の料金分のみに限り」、ETCカードを手渡しすることでETC払いが可能であった。
東京都では、当時の稲城大橋有料道路の早期無料化を計画しており、2008年度に無料化による交通量の変化や周辺への影響などを把握するための調査などを行った。国や関係機関、地元市などと早期無料化に向けた協議を進めた結果、2010年4月より無料開放された。